# Radośnie śpiewajmy
Radośnie śpiewajmy (ang. Joyful Noise) – amerykańska komedia muzyczna z 2012 roku oparty na scenariuszu i reżyserii Todda Graffa. Wyprodukowany przez Warner Bros.

## Opis fabuły
Georgia. Lokalny chór przygotowuje się do ogólnokrajowego konkursu gospel. Szanse na zwycięstwo może zaprzepaścić konflikt pomiędzy jego liderkami – Vi Rose Hill (Queen Latifah) i G.G. Sparrow (Dolly Parton). Na dodatek wnuk jednej i córka drugiej mają się ku sobie.

## Obsada
- Queen Latifah jako Vi Rose Hill
- Dolly Parton jako G.G. Sparrow
- Keke Palmer jako Olivia Hill
- Jeremy Jordan jako Randy Garrity
- Dexter Darden jako Walter Hill
- Courtney B. Vance jako Pastor Dale
- Kris Kristofferson jako Bernard Sparrow
- Angela Grovey jako Earla Hughes
- Paul Woolfolk jako Manny
- Francis Jue jako Ang Hsu
- Jesse L. Martin jako Marcus Hill
- Andy Karl jako Caleb
- Dequina Moore jako Devonne
- Roy Huang jako Justin